# Discografia de 6ix9ine
Este artigo é sobre a discografia do rapper norte-americano 6ix9ine ou Tekashi 6ix9ine.

## Álbuns de estúdio
- Dummy Boy (ScumGang, Create Music Group, 2018)[1]
- TattleTales (ScumGang, Create Music Group, 2020)[2]
- Leyenda Viva (La Corporación, 2023)

## Mixtape
- Day69: Graduation Day (TenThousand Project, 2018) [3]

## Singles

### Como artista principal
- ”Gummo” (2017)[4]

- Kooda (2017)

- ”Keke” (Com Fetty Wap e A Boogie Wit Da Hoodie, 2018)

- ”Gotti” (2018)

- ”Tati” (Com Dj Spinking, 2018)

- ”Fefe” (Com Nicki Minaj e Murda Beatz, 2018)

- ”Bebe” (Com Anuel AA, 2018)

- ”Stoopid” (Com Bobby Shmurda, 2018)

- ”Gooba” (2020)

- ”Trollz” (Com Nicki Minaj, 2020) [5]

- ”Yaya” (2020)
- "Punani" (2020)
- "Zaza" (2021)
- "Giné" (2022)
- "Bori" (Com Lenier, 2023)
- "Wapae" (Com Lenier, Angel Dior e Bulin 47, 2023)
- "Y Ahora" (Com Grupo Firme, 2023)
- "Shaka Laka" (Com Yailin La Más Viral com participação de Kodak Black, 2023)

### Como artista convidado
- ”Poles1469” (Trippie Redd feat. 6Ix9ine) (2017)
- ”ZkittleZ” (Gringo feat. 6Ix9ine) (2018)
- ”Get the Strap” (Uncle Murda feat. Casanova, 6ix9ine & 50 Cent) (2018)
- ”Aulos Reloaded” (Vladimir Cauchemar feat. 6Ix9ine) (2018)
- ”Kick” (Jimilian feat. 6Ix9ine) (2018)
- ”Bozoo” (Rarri feat. 6Ix9ine) (2018)
- ”Swervin” (A Boogie wit da Hoodie feat. 6Ix9ine) (2019)
- ”Bloody” (Lacrim feat. 6Ix9ine) (2019)
- ”Case 19” (Jasiah feat 6ix9ine) (2019)
- ”Tsunami” (Joe Young featuring 6ix9ine, Gucci Mane ja Mike Rebel) (2019)

## Vídeos musicais

### Como artista principal
| Ano  | Título                                                  | Diretor(es)                            |
| ---- | ------------------------------------------------------- | -------------------------------------- |
| 2014 | "69"                                                    | Slick Jackson                          |
| 2014 | "Pimpin"                                                | Slick Jackson                          |
| 2014 | "4769"                                                  | Slick Jackson                          |
| 2015 | "ScumLife"                                              | TrifeDrew                              |
| 2015 | "Shinigami"                                             | TrifeDrew                              |
| 2015 | "Inferno"                                               | TrifeDrew                              |
| 2016 | "Yokai" (com ZillaKamin )                               | CamGotHits                             |
| 2016 | "Hellsing Station" (com Zilla Kamin)                    | Hikari Ultra                           |
| 2017 | "Gummo"                                                 | TrifeDrew                              |
| 2017 | "Kooda"                                                 | TrifeDrew                              |
| 2018 | "Beast of Man" (com Fetty Wap e A Boogie Wit Da Hoodie) | TrifeDrew e William Asher              |
| 2018 | "Billy"                                                 | TrifeDrew e William Asher              |
| 2018 | "Gotti"                                                 | TrifeDrew e William Asher              |
| 2018 | "Tati" (Feat DJ Spinking)                               | TrifeDrew                              |
| 2018 | "Fefe" (feat. Nicki Minaj & Murda Beatz)                | TrifeDrew e William Asher              |
| 2018 | "Bebe" (feat. Anuel AA)                                 | Trifedrew, William Asher e TheDonCanon |
| 2018 | "International Gangstas" (feat. Farid Bang, Capo & SCH) | Bilal Hadzic e Mo7art                  |
| 2018 | "Aulos Reloaded" (Vladimir Cauchemarin kanssa)          | Vladimir Baranovsky                    |
| 2018 | "Stoopid" (feat. Bobby Shmurda)                         | Trifedrew, William Asher e TheDonCanon |
| 2020 | "Gooba"                                                 | CanonF8, David Wept e 6ix9ine          |
| 2020 | "Trollz" (Nicki Minaj)                                  | CanonF8, David Wept e 6ix9ine          |
| 2020 | "Yaya"                                                  | CanonF8, David Wept e 6ix9ine          |

### Como artista convidado
| Ano  | Título                                                          | Diretor(es)        |
| ---- | --------------------------------------------------------------- | ------------------ |
| 2017 | "Owee" (Trippie Redd feat. 6ix9ine & UnoTheActivist)            | Figura Oito Filmes |
| 2018 | "Gigie (Zkittlez)" (Gringo feat. 6ix9ine)                       | Fati.tv            |
| 2018 | "Get the Strap" (Uncle Murda feat. Casanova, 6ix9ine e 50 Cent) | Eif Rivera         |